# Vòng cung trắc đạc Struve
Vòng cung trắc đạc Struve là một chuỗi các trạm trắc đạc tam giác kéo dài từ Hammerfest ở Na Uy tới Biển Đen, chạy qua 10 quốc gia và trên 2.820 km. Chuỗi các trạm này được nhà khoa học Nga gốc Đức là Friedrich Georg Wilhelm von Struve thành lập và sử dụng trong các năm từ 1816 tới 1855 để thiết lập kích thước và hình dạng chính xác của Trái Đất. Vào thời gian đó, chuỗi này chỉ chạy qua hai quốc gia là: Thụy Điển-Na Uy và Đế quốc Nga. Năm 2005, chuỗi này đã được UNESCO công nhận là Di sản thế giới bao gồm 34 điểm trạm gốc là các đài tưởng niệm, các cột mốc đánh dấu, điểm đánh dấu.

## Chuỗi

### Na Uy
- Fuglenes tại Hammerfest
- Raipas tại Alta
- Luvdiidcohkka tại Kautokeino
- Baelljasvarri tại Kautokeino

### Thụy Điển
- "Pajtas-vaara" (Tynnyrilaki) tại Kiruna
- "Kerrojupukka" (Jupukka) tại Pajala
- Pullinki tại Övertorneå
- "Perra-vaara" (Perävaara) tại Haparanda

### Phần Lan
- Stuor-Oivi (hiện nay là Stuorrahanoaivi) tại Enontekiö (Enontekis trong tiếng Thụy Điển)
- Avasaksa (hiện nay là Aavasaksa) tại Ylitornio (Övertorneå trong tiếng Thụy Điển)
- Tornea (hiện nay là Alatornion kirkko) tại Tornio (Torneå trong tiếng Thụy Điển)
- Puolakka (hiện nay là Oravivuori) tại Korpilahti
- Porlom II (hiện nay là Tornikallio) tại Lapinjärvi (Lappträsk trong tiếng Thụy Điển)
- Svartvira (hiện nay là Mustaviiri) tại Pyhtää (Pyttis trong tiếng Thụy Điển)

### Nga
- "Mäki-päälys" (Mäkinpäällys) tại Hogland
- "Hogland, Z" (Gogland, Tochka Z) cũng tại Hogland

### Estonia
- "Woibifer" (Võivere) tại Avanduse
- "Katko" (Simuna) tại Avanduse
- "Dorpat" (Tartu) tại Tartu

### Latvia
- "Sestu-Kalns" (Ziestu) tại Ērgļi
- "Jacobstadt" (Jekabpils) tại Jēkabpils

### Litva
- "Karischki" (Gireišiai) tại Panemunėlis
- "Meschkanzi" (Meškonys) tại Nemenčinė
- "Beresnäki" (Paliepiukai) tại Nemėžis

### Belarus
- "Tupischki" (Tupishki) tại huyện Oshmyany
- "Lopati" (Lopaty) tại huyện Zelva
- "Ossownitza" (Ossovnitsa) tại huyện Ivanovo
- "Tchekutsk" (Chekutsk) tại huyện Ivanovo
- "Leskowitschi" (Leskovichi) tại huyện Ivanovo

### Moldova
- Điểm trắc địa Rudi tại làng Rudi, huyện Soroca.

### Ukraina
- Katerinowka tại Antonivka, tỉnh Khmelnytsky (49°33′57″B 26°45′22″Đ / 49,56583°B 26,75611°Đ)
- Felschtin tại Hvardiiske, tỉnh Khmelnytsky (49°19′48″B 26°40′55″Đ / 49,33°B 26,68194°Đ)
- Baranowka tại Baranivka, tỉnh Khmelnytsky (49°08′55″B 26°59′30″Đ / 49,14861°B 26,99167°Đ)
- Staro-Nekrassowka (Stara Nekrasivka) tại Nekrasivka, tỉnh Odessa (45°19′54″B 28°55′41″Đ / 45,33167°B 28,92806°Đ)

## Hình ảnh

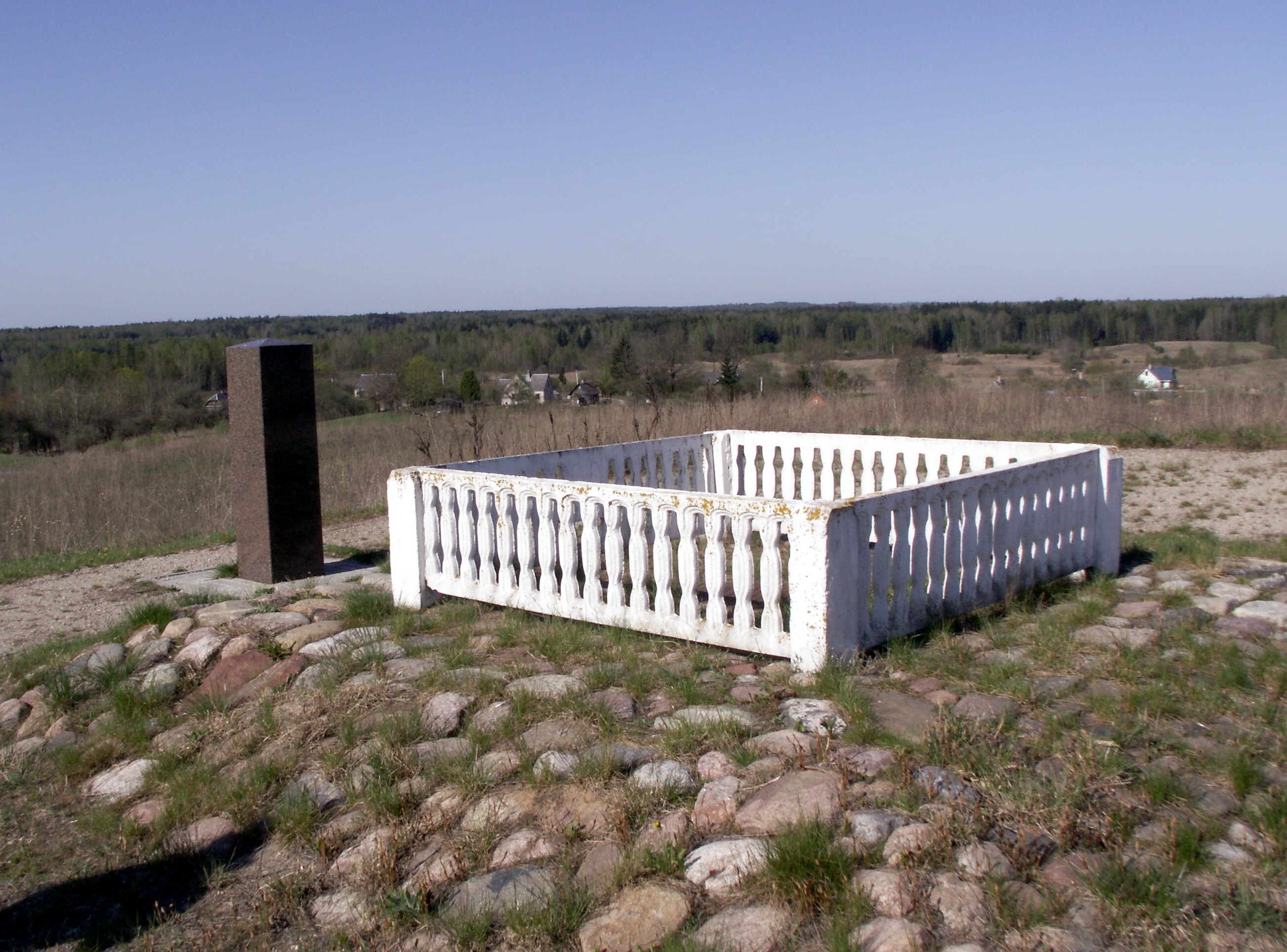
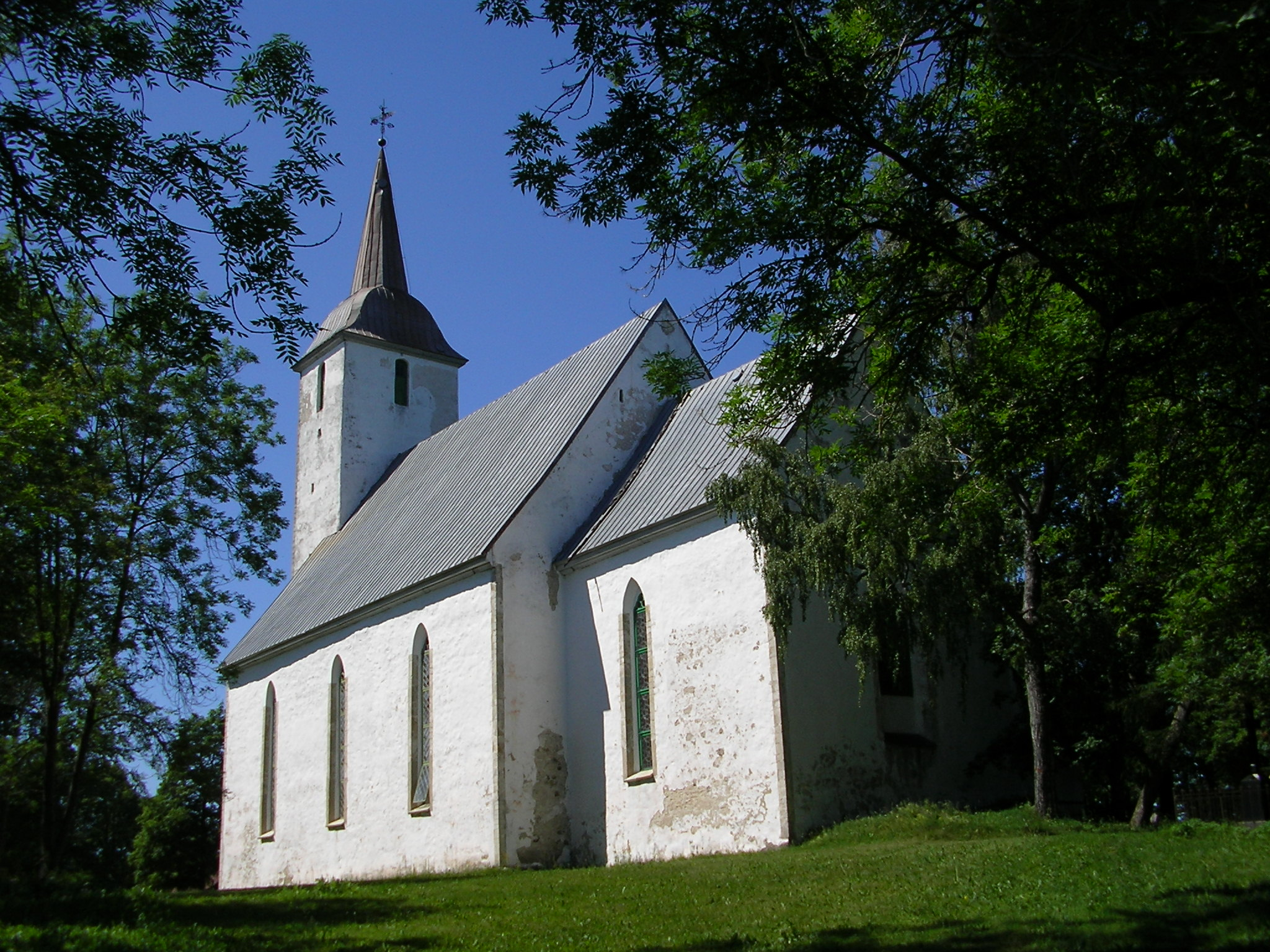
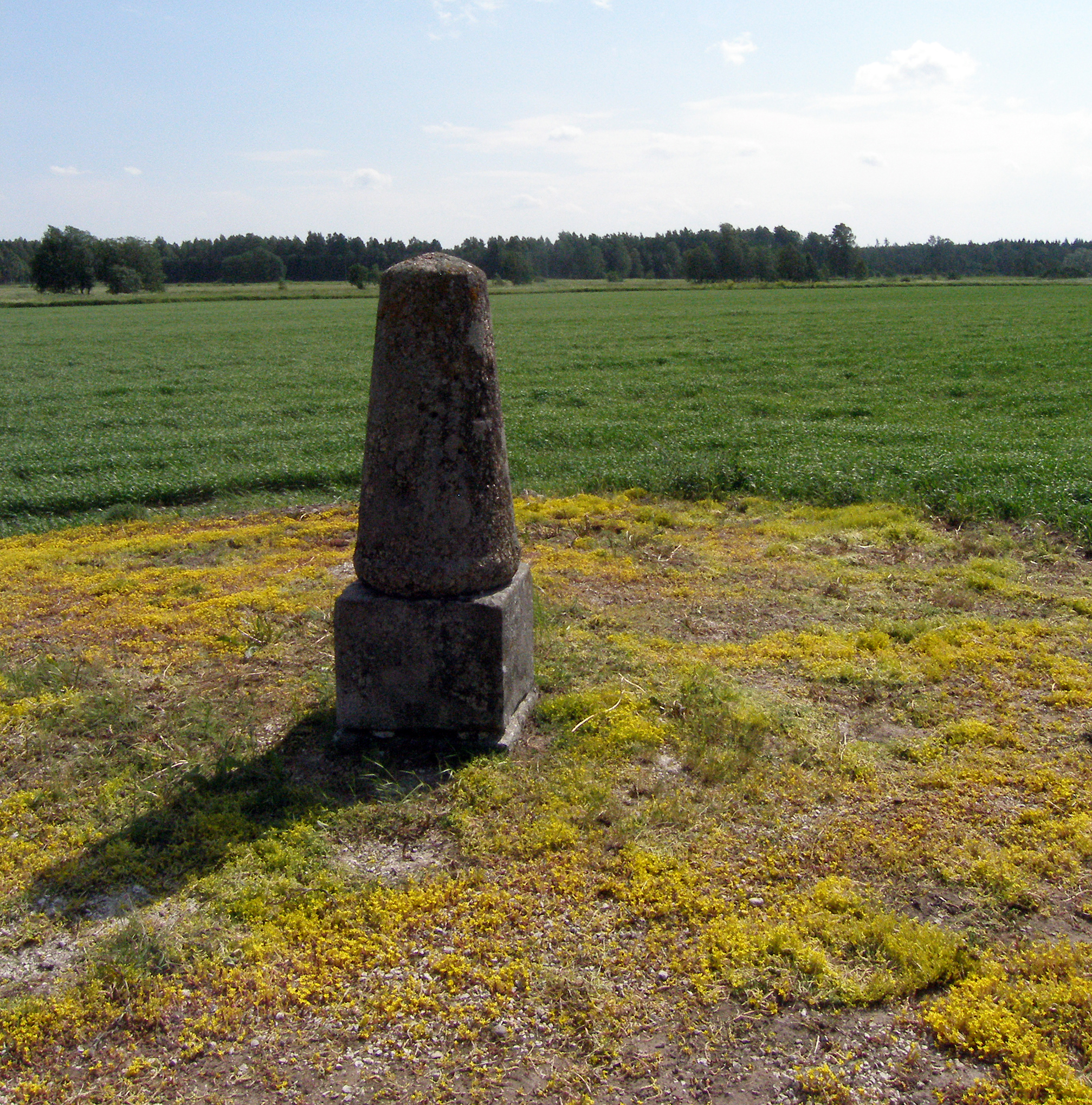
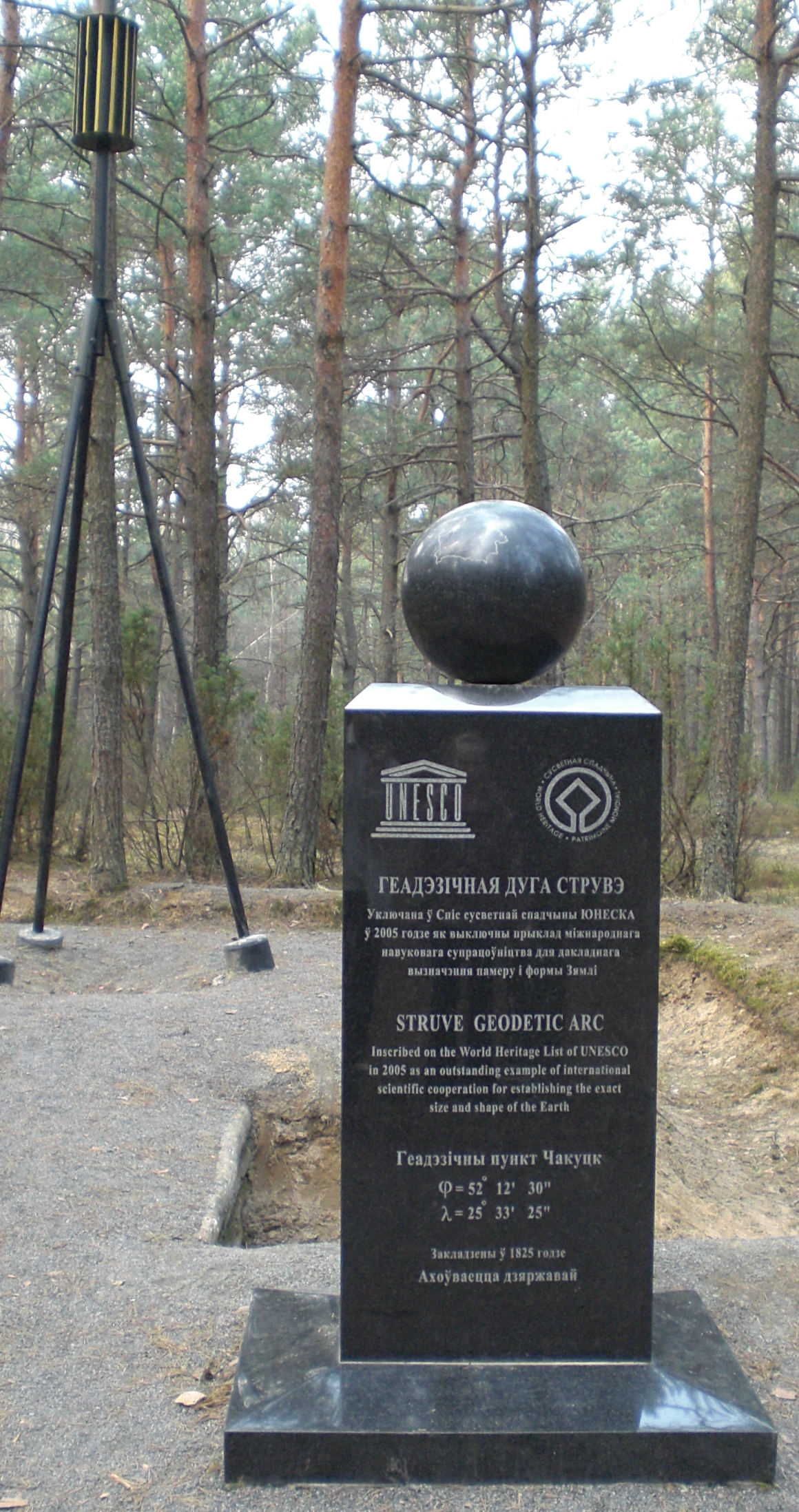
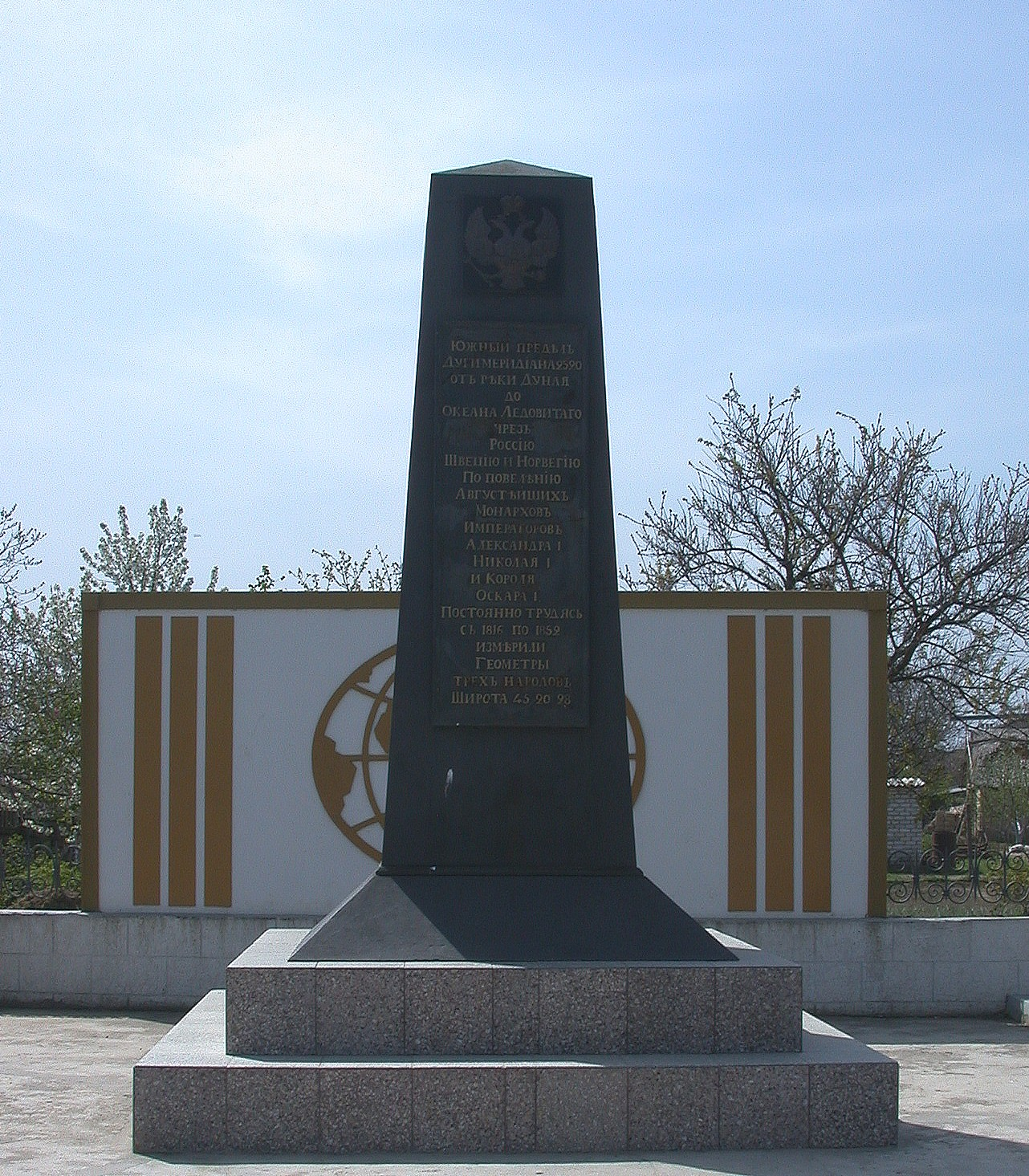
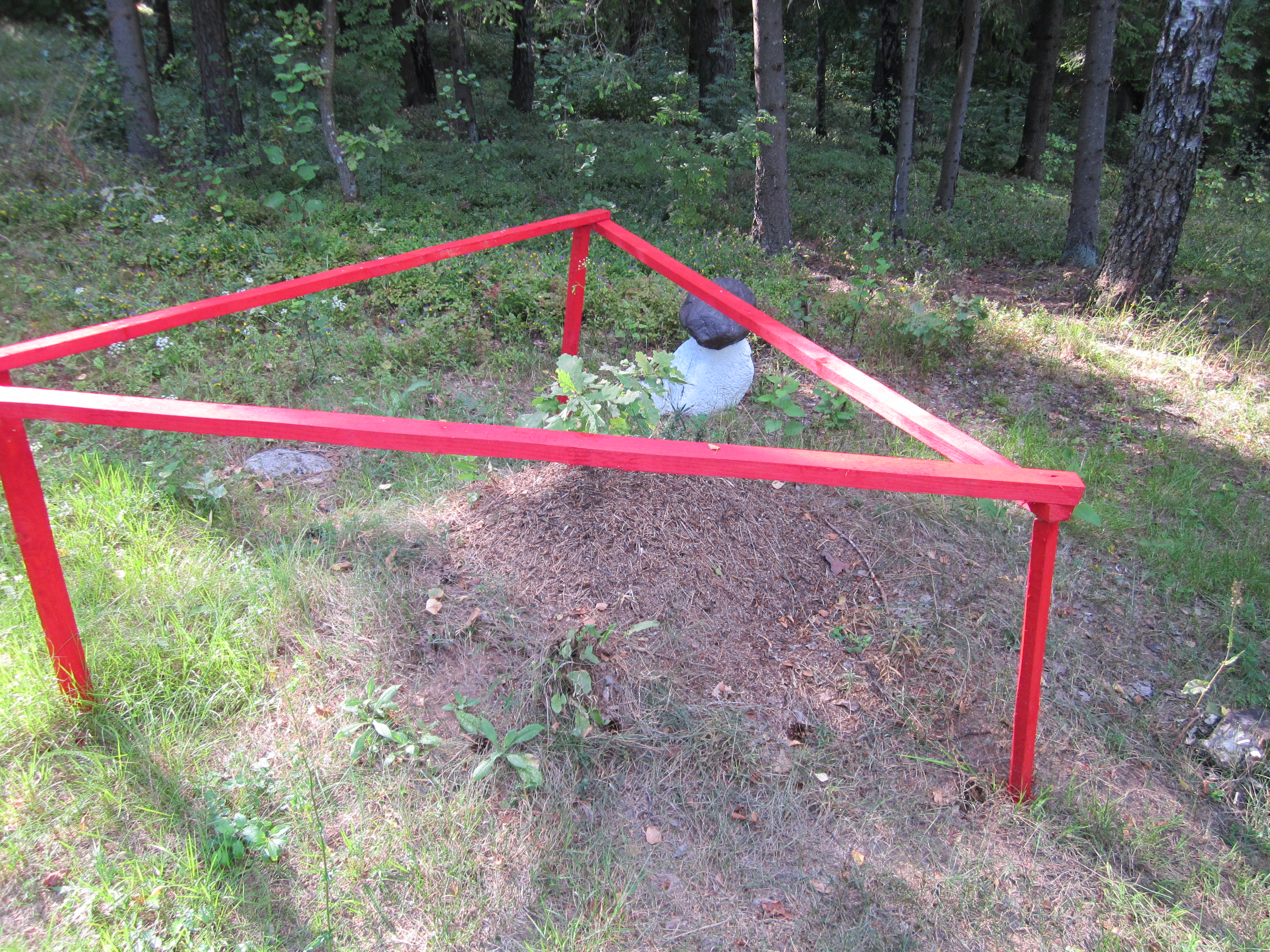
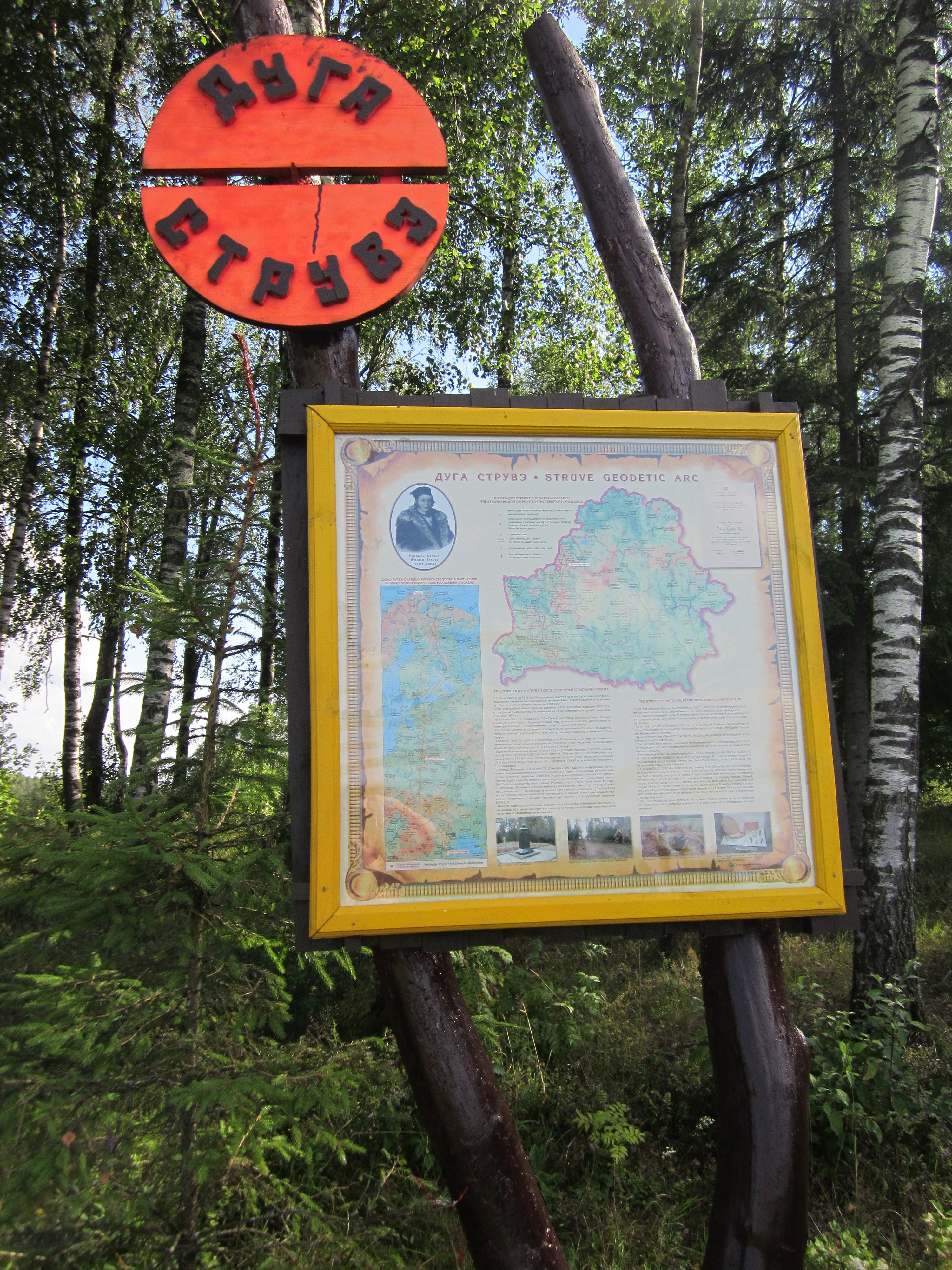
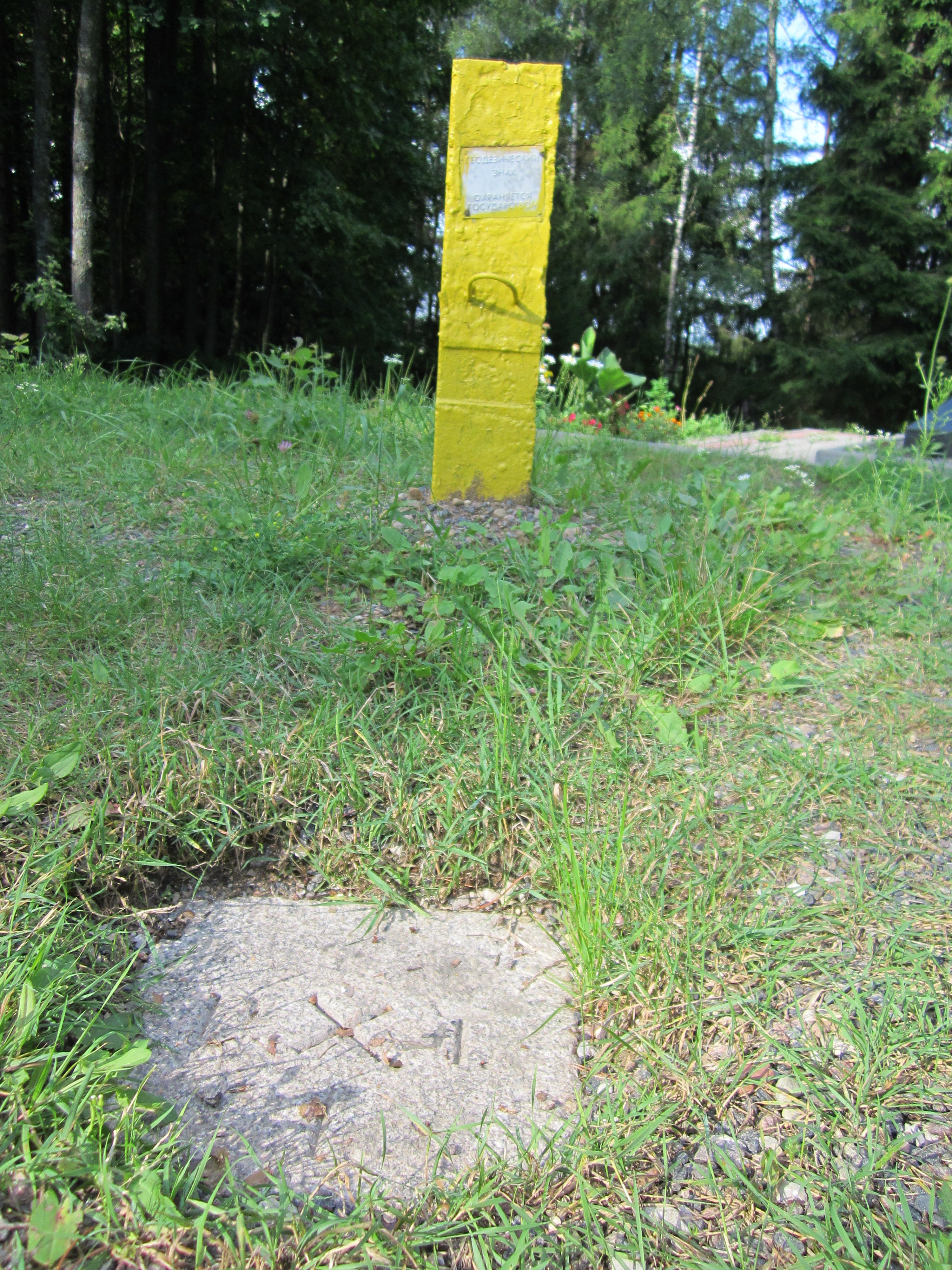
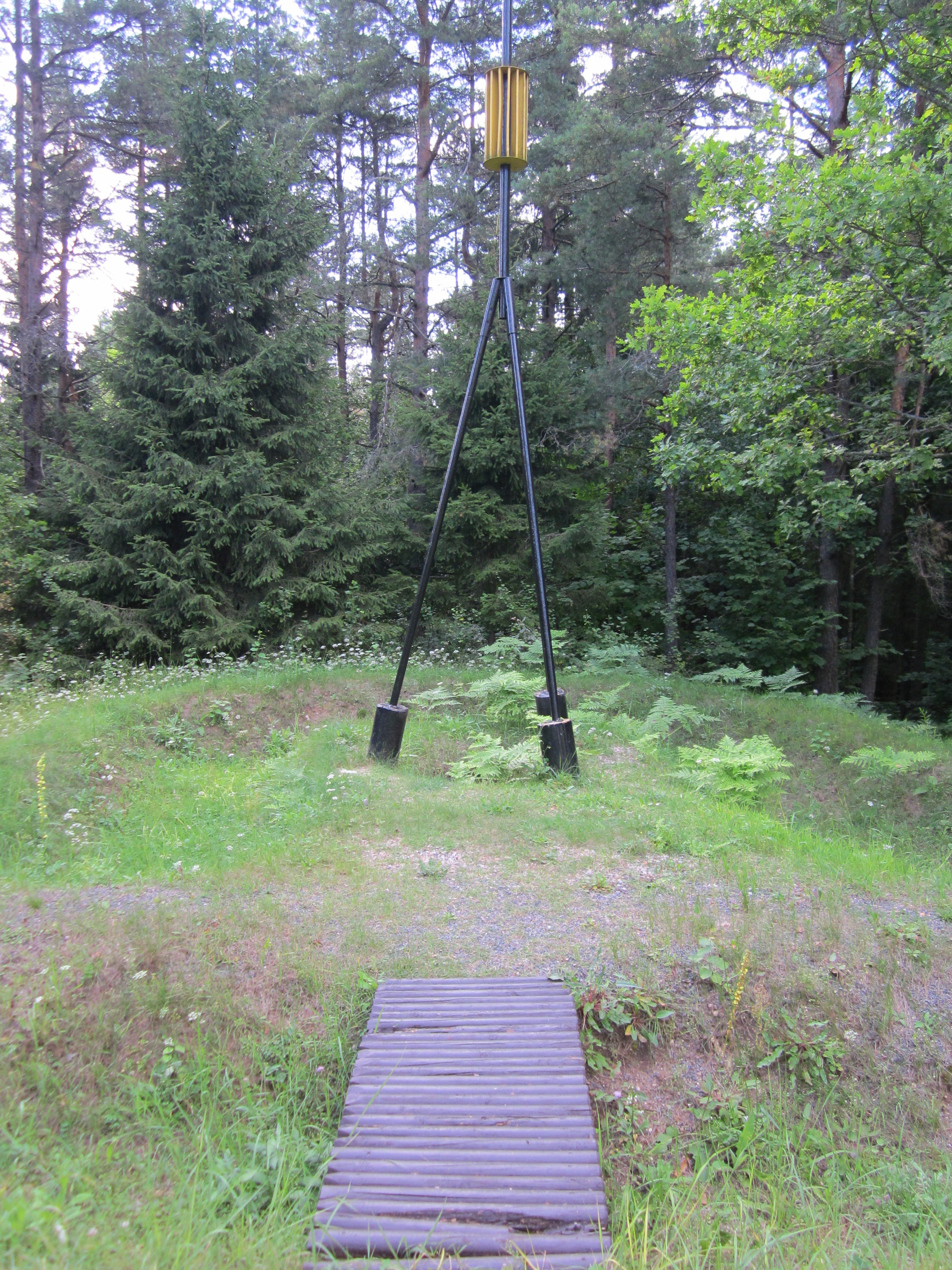
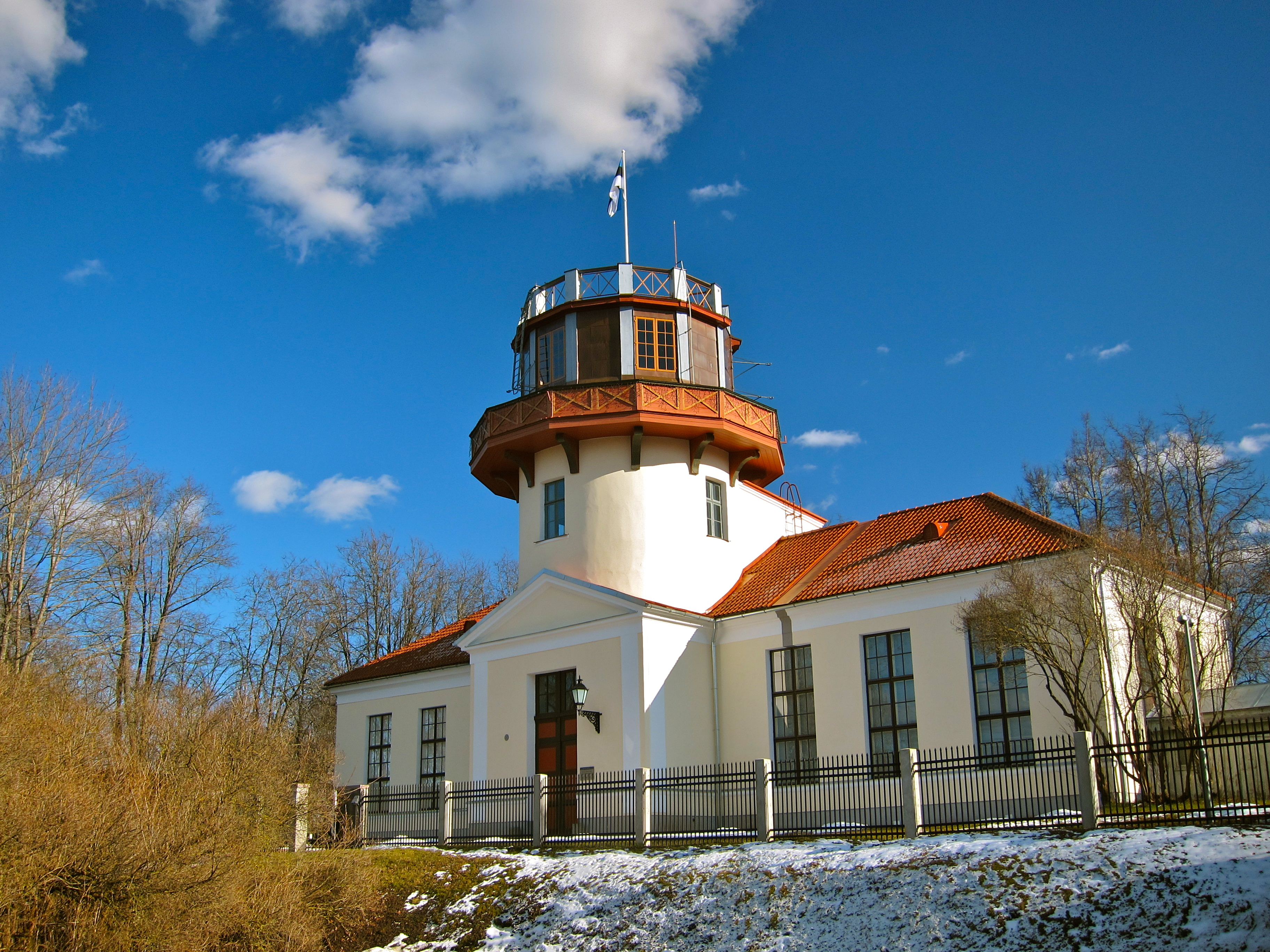
Đài quan sát Tartu (cũ) ở Estonia
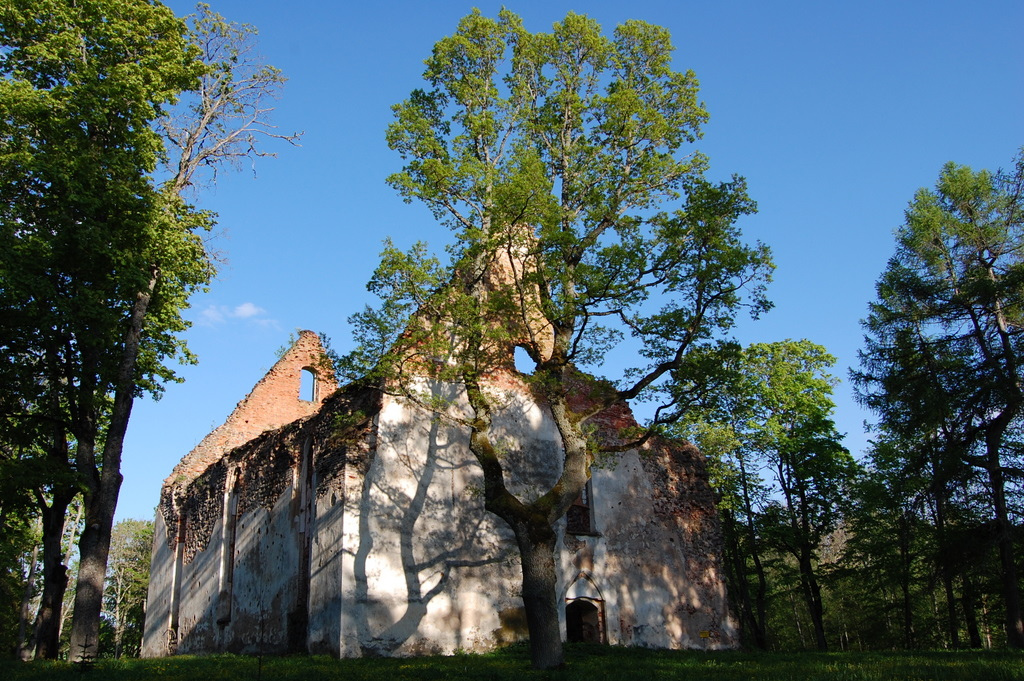
Nhà thờ Helme